# Cash Asmussen
Pour les articles homonymes, voir Asmussen.
Brian Keith Asmussen, dit Cash Asmussen, né le 15 mars 1962 à Agar dans le Dakota du Sud (États-Unis), est un jockey américain ayant fait l'essentiel de sa carrière en France où il est l'un des meilleures jockeys des années 1980-90.

## Carrière
Cash Asmussen est issu d'une famille d'éleveurs de chevaux du Texas, ses parents possédant un élevage à El Paso. Son frère est le top entraîneur Steve Asmussen, multiple numéro un des entraîneurs américains au nombre de victoires. Cash Asmussen gagne sa première grande course en 1979 dans les Beldame Stakes avec Waya et reçoit cette année-là l'Eclipse Award du meilleur apprenti-jockey. En 1981, à moins de 20 ans, il remporte un premier grand succès international dans la Japan Cup. 
En 1982, il décide de s'installer en France et signe un contrat de première monte pour l'écurie de Stávros Niárchos qui l'aide à se bâtir un palmarès classique. Grâce à ses nombreuses victoires en France, il reçoit la Cravache d'or à 5 reprises entre 1985 et 1990. Suave Dancer lui apporte une consécration par sa victoire dans le Prix de l'Arc de Triomphe en 1991. Cash Asmussen prend sa retraite en 2001, avec plus de 3 000 victoires à son actif, et repart vivre aux États-Unis.

## Palmarès
Canada
- Canadian International Stakes – 1 – Husband (1993)

 États-Unis
- Breeders' Cup Mile – 1 – Spinning World (1997)
- Arlington Million – 2 –  Mill Native (1988), Dear Doctor (1992)
- Washington, D.C. International – 2 –  April Run (1982), Seattle Song (1984)
- Joe Hirsch Turf Classic Invitational Stakes – 2 –  April Run (1982), Tikkanen (1994)
- Vosburgh Stakes – 2 – Plugged Nickle (1980), Guilty Conscience (1981)
- Beldame Stakes – 1 – Waya (1979)
- Coaching Club American Oaks – 1 – Wayward Lass (1981)
- Mother Goose Stakes – 1 – Wayward Lass (1981)

 France
- Prix de l'Arc de Triomphe – 1 – Suave Dancer (1991)
- Prix du Jockey-Club – 4 – Suave Dancer (1991), Hernando (1993), Dream Well (1998), Montjeu (1999)
- Prix de Diane – 3 – Northern Trick (1984), East of The Moon (1994), Sil Sila (1996)
- Poule d'Essai des Poulains – 3 – L'Emigrant (1983), Fast Topaze (1986), Kingmambo (1993)
- Poule d'Essai des Pouliches – 2 – Madeleine's Dream (1993), East of The Moon (1994)
- Prix du Moulin de Longchamp – 6 – Mendez (1984), Soviet Star (1988), Polish Precedent (1989), Kingmambo (1993), Spinning World (1997), Indian Lodge (2000)
- Prix Jacques Le Marois – 5 – Polish Precedent (1989), Exit to Nowhere (1992), East of The Moon (1994), Spinning World (1996, 1997)
- Prix Jean Prat – 4 – Mendez (1984), Baillamont (1985), Magical Wonder (1986), Local Talent (1989)
- Grand Prix de Saint-Cloud – 4 – Village Star (1988), In The Wings (1990), Helissio (1997), Montjeu (2000)
- Prix Lupin – 3 – L'Emigrant (1983), Fast Topaze (1986), Hernando (1993)
- Prix du Cadran – 2 – Yaka (1988), Sought Out (1982)
- Prix Ganay – 2 – Romildo (1984), Creator (1990)
- Prix d'Ispahan – 2 – Highest Honor (1987), Creator (1990)
- Prix de la Salamandre – 2 – Seattle Song (1983), Coup de Génie (1993)
- Prix Maurice de Gheest – 2 – Dead Certain (1990), Cherokee Rose (1995)
- Prix Vermeille – 2 – Northern Trick (1984), My Emma (1996)
- Prix de l'Opéra – 2 – Colour Chart (1990), Insight (1998)
- Prix Jean-Luc Lagardère – 2 – Jade Robbery (1989), Way of Light (1998)
- Prix Royal Oak – 1 – Star Lift (1988)
- Grand Prix de Paris – 1 – Dancehall (1989)
- Prix de la Forêt – 1 – Dolphin Street (1993)
- Prix Morny – 1 – Coup de Génie (1993)

 Royaume-Uni
- Haydock Sprint Cup – 2 – Polar Falcon (1991), Cherokee Rose (1995)
- July Cup – 1 – Soviet Star (1988)
- Coronation Stakes – 1 – Golden Opinion (1989)
- Coronation Cup – 1 – In The Wings (1990)
- St. James's Palace Stakes – 1 – Kingmambo (1993)
- Racing Post Trophy – 1 – Seattle Rhyme (1991)
- Cheveley Park Stakes – 1 – Dead Certain (1989)
- Fillies' Mile – 1 – Fairy Heights (1993)
- Middle Park Stakes – 1 – Lycius (1990)

 Irlande
- Derby d'Irlande – 2 – Dream Well (1998), Montjeu (1999)
- 2.000 Guinées Irlandaises – 1 –  Spinning World (1996)
- St. Leger irlandais – 1 – Eurobird (1987)
- National Stakes – 2 – Tate Gallery (1985), Caerwent (1987)
- Irish Champion Stakes – 1 – Suave Dancer (1991)

 Japon
- Japan Cup – 1 – Mairzy Doates (1981)

 Hong Kong
- Hong Kong Cup – 1 – Val's Prince (1997)